# 遡上
遡上（そじょう）とは、流れをさかのぼることである。

## 例
- 遡河魚 ‐ サケなどの遡上する魚について
- 津波、津波の河川遡上[2]
- 海嘯、ポロロッカ ‐ 海から川への水位の遡上[3]。
- 塩水侵入（英語版）(塩水遡上)[4]